# Porina virescens
Porina virescens är en lavart som först beskrevs av Kremp., och fick sitt nu gällande namn av Johannes Müller Argoviensis. Porina virescens ingår i släktet Porina och familjen Porinaceae.   Inga underarter finns listade i Catalogue of Life.